# Super League 2009 (Cina)
La Chinese Super League 2009 è stata la sesta edizione della Chinese Super League, 50ª del campionato di calcio cinese e ha visto come squadra vincitrice il Beijing Guoan, il primo della sua storia.
In questo campionato, la vittoria in casa più larga è stata tra il Qingdao Hainiu e il Chongqing, terminata 6-0 per la prima squadra citata. La partita terminata con più goal è stata disputata fra lo Changchun Yatai e il Beijing Guoan, terminata 2-6.
I migliori marcatori sono stato Luis Ramirez del Guangzhou e Hernán Barcos di Shenzhenshi e Shanghai Shenhua, con 17 gol a testa. Le reti segnate in questo campionato ammontano a 536, realizzate in 240 partite (quindi con una media di 2,23 gol a partita).

## Sedi e stadi delle squadre
| Club               | Città     | Stadio                                           |
| ------------------ | --------- | ------------------------------------------------ |
| Beijing Guoan      | Pechino   | Stadio dei Lavoratori di Pechino                 |
| Changchun Yatai    | Changchun | Development Area Stadium                         |
| Changsha Ginde     | Changsha  | Helong Stadium                                   |
| Chengdu Tiancheng  | Chengdu   | Chengdu Sports Center                            |
| Chongqing Lifan    | Chongqing | Stadio del Centro sportivo olimpico di Chongqing |
| Dalian Shide       | Dalian    | Stadio Jinzhou                                   |
| Guangzhou          | Canton    | Yuexiushan Stadium                               |
| Hangzhou Greentown | Hangzhou  | Yellow Dragon Stadium                            |
| Henan Jianye       | Zhengzhou | Hanghai Stadium                                  |
| Jiangsu Sainty     | Nanchino  | Centro sportivo olimpico di Nanchino             |
| Qingdao Jonoon     | Tsingtao  | Qingdao Tiantai Stadium                          |
| Shaanxi Chan-Ba    | Xi'an     | Shaanxi Province Stadium                         |
| Shandong Luneng    | Jinan     | Shandong Provincial Stadium                      |
| Shanghai Shenhua   | Shanghai  | Stadio Hongkou                                   |
| Shenzhen Ruby      | Shenzhen  | Stadio Shenzhen                                  |
| Tianjin Teda       | Tientsin  | TEDA Football Stadium                            |

## Classifica finale
|       | Pos. | Squadra            | Pt | G  | V  | N  | P  | GF | GS | DR  |
| ----- | ---- | ------------------ | -- | -- | -- | -- | -- | -- | -- | --- |
| China | 1.   | Beijing Guoan      | 51 | 30 | 13 | 12 | 5  | 48 | 28 | +20 |
|       | 2.   | Changchun Yatai    | 50 | 30 | 14 | 8  | 8  | 38 | 31 | +7  |
|       | 3.   | Henan Jianye       | 48 | 30 | 13 | 9  | 8  | 35 | 29 | +9  |
|       | 4.   | Shandong Taishan   | 45 | 30 | 11 | 12 | 7  | 35 | 30 | +5  |
|       | 5.   | Shanghai Shenhua   | 45 | 30 | 12 | 9  | 9  | 39 | 29 | +10 |
|       | 6.   | Tianjin Teda       | 45 | 30 | 12 | 9  | 9  | 36 | 29 | +7  |
|       | 7.   | C. Tiancheng       | 39 | 30 | 11 | 6  | 13 | 32 | 39 | -7  |
|       | 8.   | Dalian Shide       | 38 | 30 | 10 | 8  | 12 | 27 | 31 | -4  |
|       | 9.   | Guangzhou Yiyao    | 37 | 30 | 9  | 10 | 11 | 38 | 38 | 0   |
|       | 10.  | Jiangsu Sainty     | 37 | 30 | 9  | 10 | 11 | 30 | 30 | 0   |
|       | 11.  | Shenzhen Ruby (-3) | 37 | 30 | 10 | 10 | 10 | 36 | 40 | -4  |
|       | 12.  | Shaanxi Renhe      | 37 | 30 | 9  | 10 | 11 | 26 | 24 | +2  |
|       | 13.  | Qingdao Hainiu     | 36 | 30 | 8  | 12 | 10 | 36 | 36 | 0   |
|       | 14.  | Changsha Ginde     | 33 | 30 | 6  | 15 | 9  | 23 | 31 | -8  |
|       | 15.  | Hangzhou Lücheng   | 32 | 30 | 8  | 8  | 14 | 30 | 43 | -13 |
|       | 16.  | Chongqing Lifan    | 29 | 30 | 7  | 8  | 15 | 27 | 51 | -24 |

Legenda:
      Campione di Cina e ammessa alla fase a gironi di AFC Champions League 2010
      Ammesse alla fase a gironi di AFC Champions League 2010
      Retrocessa in China League One 2010

Regolamento:
Tre punti a vittoria, uno a pareggio, zero a sconfitta.
A parità di punti vengono prese in considerazione, nell'ordine: classifica avulsa, differenza reti negli scontri diretti, differenza reti generale, maggior numero di gol segnati.
Note:
Allo Shenzhen sono stati tolti 3 punti per aver indossato le divise sbagliate per una partita casalinga contro lo Shanghai e aver causato un ritardo di un'ora della partita il 30 agosto 2009.
Il Guangzhou e il Chengdu Blades retrocessi dopo le sentenze relative alle partite truccate il 23 febbraio 2010.
L'Hangzhou Greentown e il Chongqing Lifan sono stati riammessi in Super League 2010 a seguito delle sentenze sul calcioscommesse.

## Statistiche

### Squadre

#### Primati stagionali
Squadre
Partite